# Ženski rukomet na Panameričkim igrama
Natjecanja u rukometu na Panameričkim igrama za žene se održavaju od od 1987 godine.
| Godina | Domaćin                               | Zlato  | Srebro    | Bronca  |
| ------ | ------------------------------------- | ------ | --------- | ------- |
| 2007.  | Rio de Janeiro, Brazil                | (prvi) | (drugi)   | (treći) |
| 2003.  | Santo Domingo, Dominikanska Republika | Brazil | Argentina | Urugvaj |
| 1999.  | Winnipeg, Kanada                      | Brazil | Kanada    | Kuba    |
| 1995.  | Mar del Plata, Argentina              | SAD    | Kanada    | Brazil  |
| 1987.  | Indianapolis, SAD                     | SAD    | Kanada    | Brazil  |